# Lina Romay
Lina Romay (właściwie: Rosa María Almirall Martínez, ur. 25 czerwca 1954 w Barcelonie, zm. 15 lutego 2012 w Maladze) – hiszpańska aktorka. Znana przede wszystkim z występów w filmach jej długoletniego partnera i później męża, Jesúsa Franco.

## Życiorys
Almirall Martínez urodziła się w Barcelonie w 1954. Jej pseudonim artystyczny pochodzi od nazwiska jednej z członkiń zespołu Xaviera Cugata. Uczyła się w szkole plastycznej. Jej pierwszym mężem został aktor i fotograf Raymond Hardy (później wzięła z nim rozwód). Romay po raz pierwszy na scenie pojawiła się w 1972. W filmie Jesúsa Franco Les Expériences érotiques de Frankenstein zagrała cygańską dziewczynę, przy czym pokazano ją jedynie w hiszpańskiej wersji. Jej współpraca z Franco przerodziła się w długotrwały związek, zakończony ślubem w 2008.
Romay, mimo braku formalnego wykształcenia aktorskiego, wystąpiła w ponad 100 filmach Franco. Zagrała m.in. główne role w filmach „Wampirzyca” (1974), „Doriana Gray” (1976) czy „Midnight Party” (1976), które są uważane za esencję filmów Franco w latach siedemdziesiątych.
Zmarła w 2012 na raka płuca.